# Haroun Tazieff
Haroun Tazieff (Varsovia, 11 de mayo de 1914 - París, 2 de febrero de 1998) fue un  vulcanólogo, espeleólogo y geólogo francés. Fue un famoso cinematógrafo de erupciones volcánicas y de lava, y el autor de diferentes libros sobre volcanes.

## Biografía
Nacido en Varsovia (Imperio ruso), su padre era un doctor tártaro; su madre, una química judía y doctora en diferentes ciencias. Vivió en Bruselas, Bélgica en 1917.
Recibió el título de Agronomía en Gembloux en 1938, y obtuvo otros títulos en Geología en la Universidad de Lieja en 1944. Posteriormente fue Secretario de Estado en Francia.
Tazieff murió en 1998 y fue enterrado en el Cementerio de Passy.

## Vulcanología
El film de National Geographic The Violent Earth muestra sus expediciones a los volcanes Etna (Sicilia) en 1971 y Nyiragongo (República Democrática del Congo, entonces conocida como Zaire) en 1972 en las que intentó, sin éxito, descender por un lago activo de lava para recoger muestras.

## Espeleología
Participó en las primeras exploraciones de la sima de San Martín en España. Haroun Tazieff adquirió fama en Francia tras la publicación de su libro “Le Gouffre de la Pierre Saint-Martin” (ocho ediciones, Éditions Arthaud, Grenoble, 1952).

## Obra
- Tazieff, H. (1972) Les volcans et la dérive des continents (Los volcanes y la deriva de los continentes. Labor. 136 págs.  ISBN 8433555251, 1974).

## Premios y distinciones
- En 1967 su película El volcán prohibido (Le volcan interdit) fue nominada a los premios Óscar en la categoría Mejor documental largo.[3]